# Кон Игулден
Конор Игулден (енгл. Connor Iggulden; Лондон, 24. фебруар 1971), познатији као Кон Игулден, је британски књижевник историјских романа, најпознатији по серијалу романа Император о  Јулију Цезару. Поред историјских романа пише и књиге за децу, а завршио је студије енглеског језика и пре него што је постао писац, дуго година радио као наставник у средњој школи.